# Jacob-und-Wilhelm-Grimm-Preis (DDR)
Der Jacob-und-Wilhelm-Grimm-Preis als staatliche Auszeichnung der DDR wurde ab 1979 durch den Minister für Hoch- und Fachschulwesen der DDR für hervorragende wissenschaftliche und pädagogische Leistungen bei der Förderung der deutschen Sprache und der Germanistik im Ausland verliehen. Er war nach den Brüdern Grimm benannt.
Der Preis wurde an Einzelpersonen und an Kollektive verliehen und war mit 5.000 Mark (für Gruppen mit bis zu 10.000 Mark) dotiert. Er konnte an Bürger anderer Staaten und an DDR-Bürger verliehen werden, wenn sie Germanisten, Deutschlektoren, Deutschlehrer, Autoren von Lehrbüchern und Medienprogrammen auf dem Gebiet "Deutsch als Fremdsprache" oder Übersetzer waren.

## Medaille für Preisträger
Neben der Geldzuwendung und einer Urkunde bestand der Preis aus einer porzellanweißen, runden Medaille mit einem Durchmesser von 80 Millimeter. Sie war nicht tragbar. Die Vorderseite zeigte die Porträts der Brüder Grimm sowie deren Namen und Lebensdaten als Umschrift. Die Rückseite zeigte das Staatswappen der DDR sowie die Aufschrift FÜR VERDIENSTE / UM DIE FÖRDERUNG / DER DEUTSCHEN / SPRACHE UND DER / GERMANISTIK.

## Preisträger (Auswahl)
- 1979: Mirra Moissejewna Guchman
- 1980: Rudolf Große
- 1981: Vera Friedländer
- 1982: Wolfgang Fleischer
- 1984: Ursula Hilda Förster, Ulrich Müller, Aleksander Szulc, Karol Rosenbaum, Janos Juhasz, Tozo Hayakawa
- 1987: Alfredo Bauer

## Quelle
- Günter Tautz: Orden, Preise und Medaillen. Staatliche Auszeichnungen der Deutschen Demokratischen Republik. Leipzig: VEB Bibliographisches Institut 1980, S. 39.